# خربة جريش
خربة جريش هي خراب أثري 30 كيلومتر (19 ميل) جنوب غرب القدس. الموقع محمي من قبل سلطة الطبيعة والحدائق الإسرائيلية . تقع أنقاض الموقع على تل إلى الغرب من تسور هداسا، على جبل يسمى الآن هار كيترون، على طول الطريق السريع الإقليمي 375.

## وصف
الموقع، الذي مسحه عالم الآثار بواز زيسو نيابة عن هيئة آثار إسرائيل، يغطي مساحة تبلغ حوالي 40 دونمًا (9.8 فدانًا) ويقع على ارتفاع 751 متر (2,464 قدم) فوق مستوى سطح البحر. يقع الخراب بالقرب من الطريق الروماني القديم بين القدس وبيت جبرين، وقد زاره مستكشفان من صندوق استكشاف فلسطين، كوندر وكتشنر. تم اكتشاف ثلاثة أو أربعة حمامات غطس طقسية في الموقع، مما يدل على أنها مستوطنة يهودية قديمة. كما يحتوي الموقع على صهريج كبير على شكل زجاجة بعمق حوالي 6 أمتار وقاع 4.3 × 4.7 متر. تم العثور على قطع فخارية في الموقع ترجع إلى العصور الهلنستية والرومانية والبيزنطية المبكرة. على المنحدر الغربي من الخراب توجد خمسة قبور منحوتة في الصخر، تشهد على العصور القديمة للموقع.
بلغت مساحة أراضيها 3655 دونم حسب سجلات المساحة عام 1935.

## معرض الصور

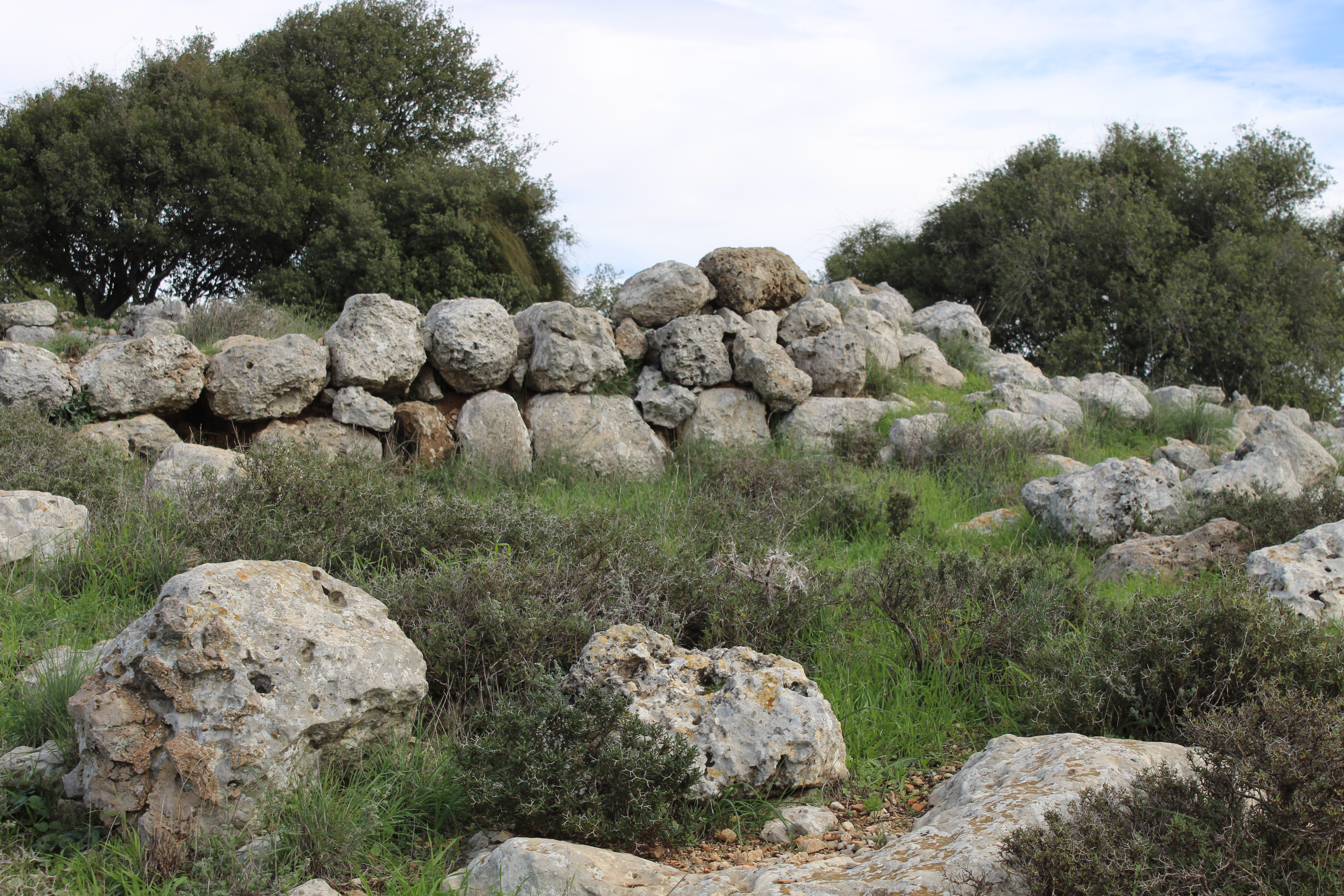
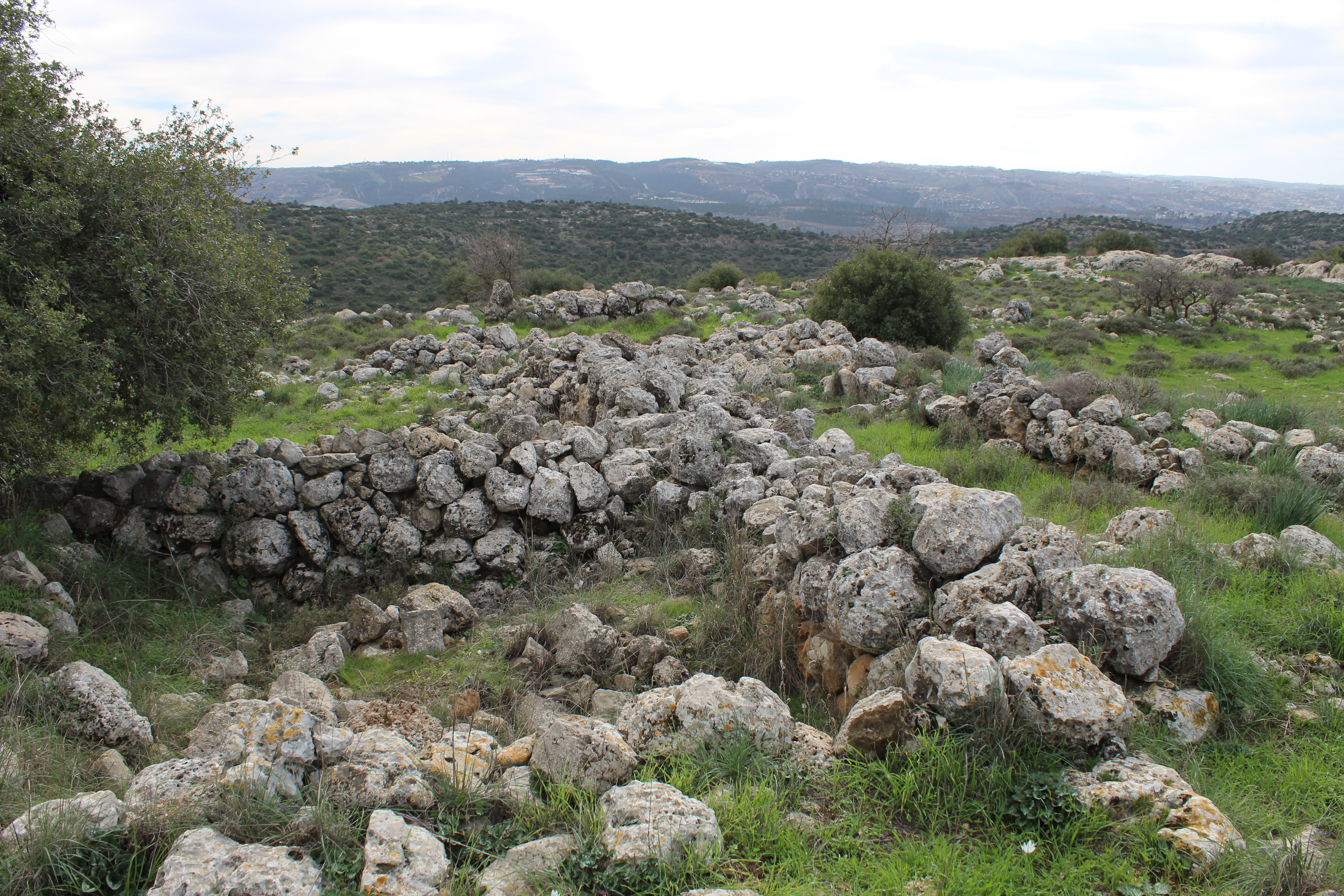
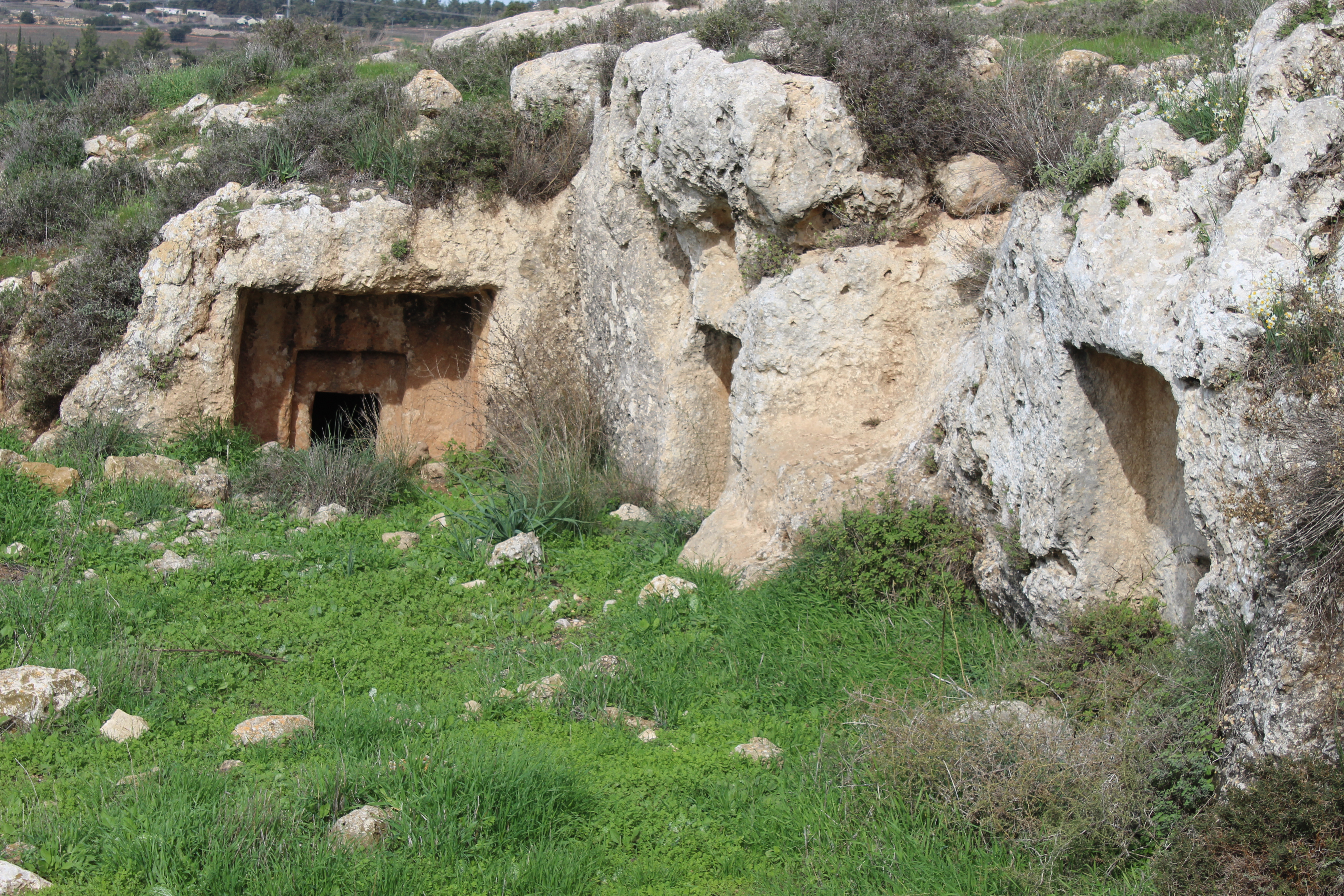
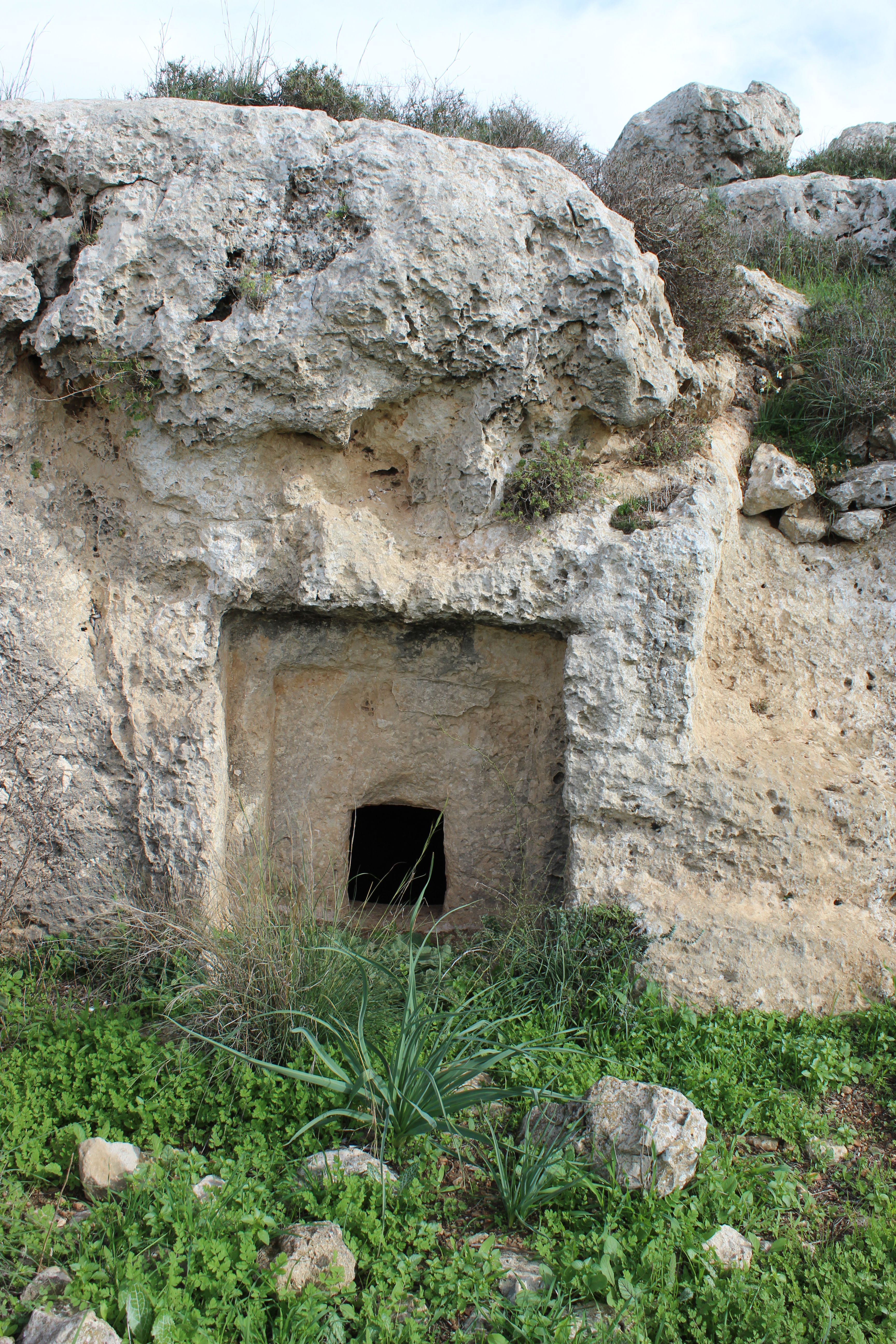
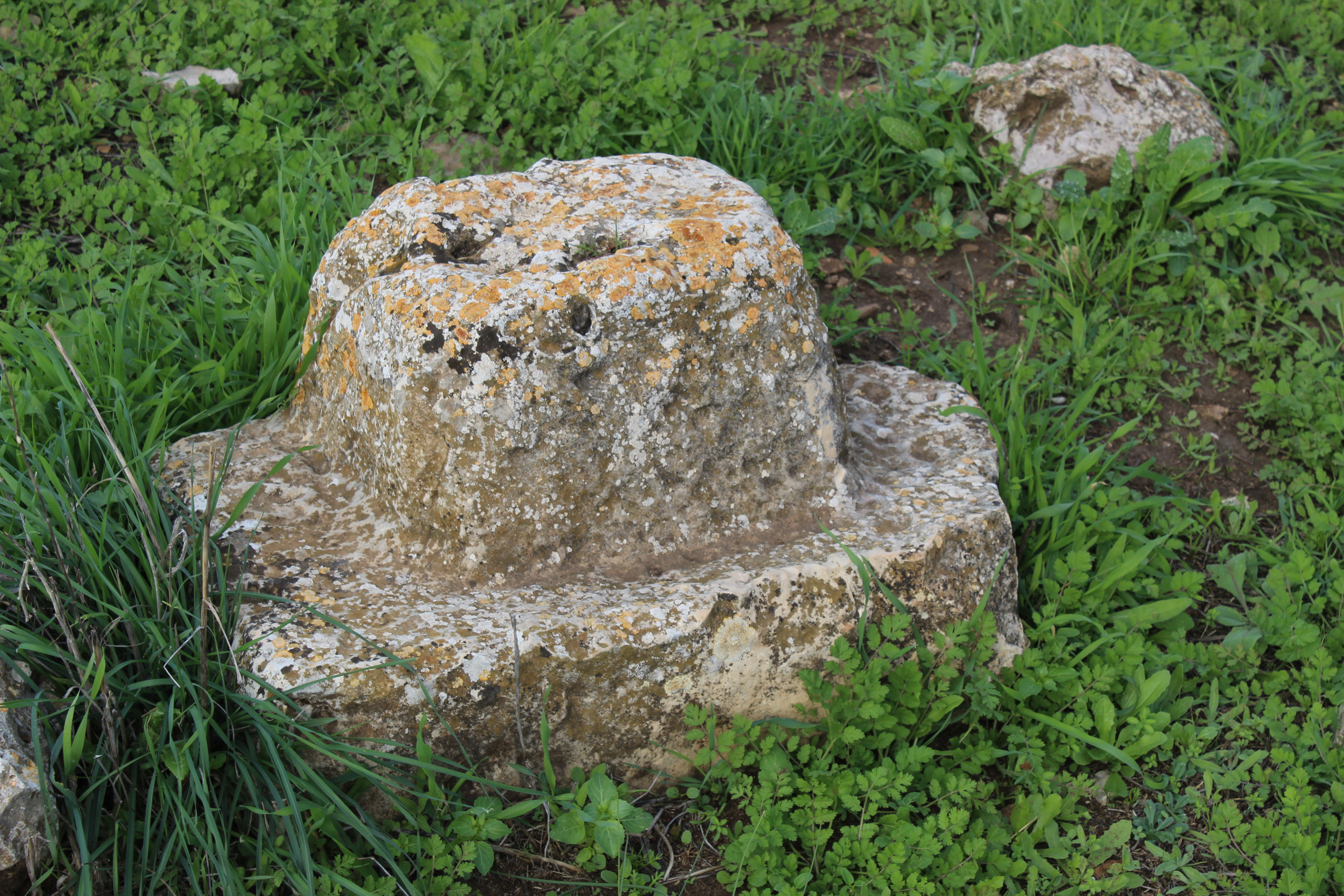
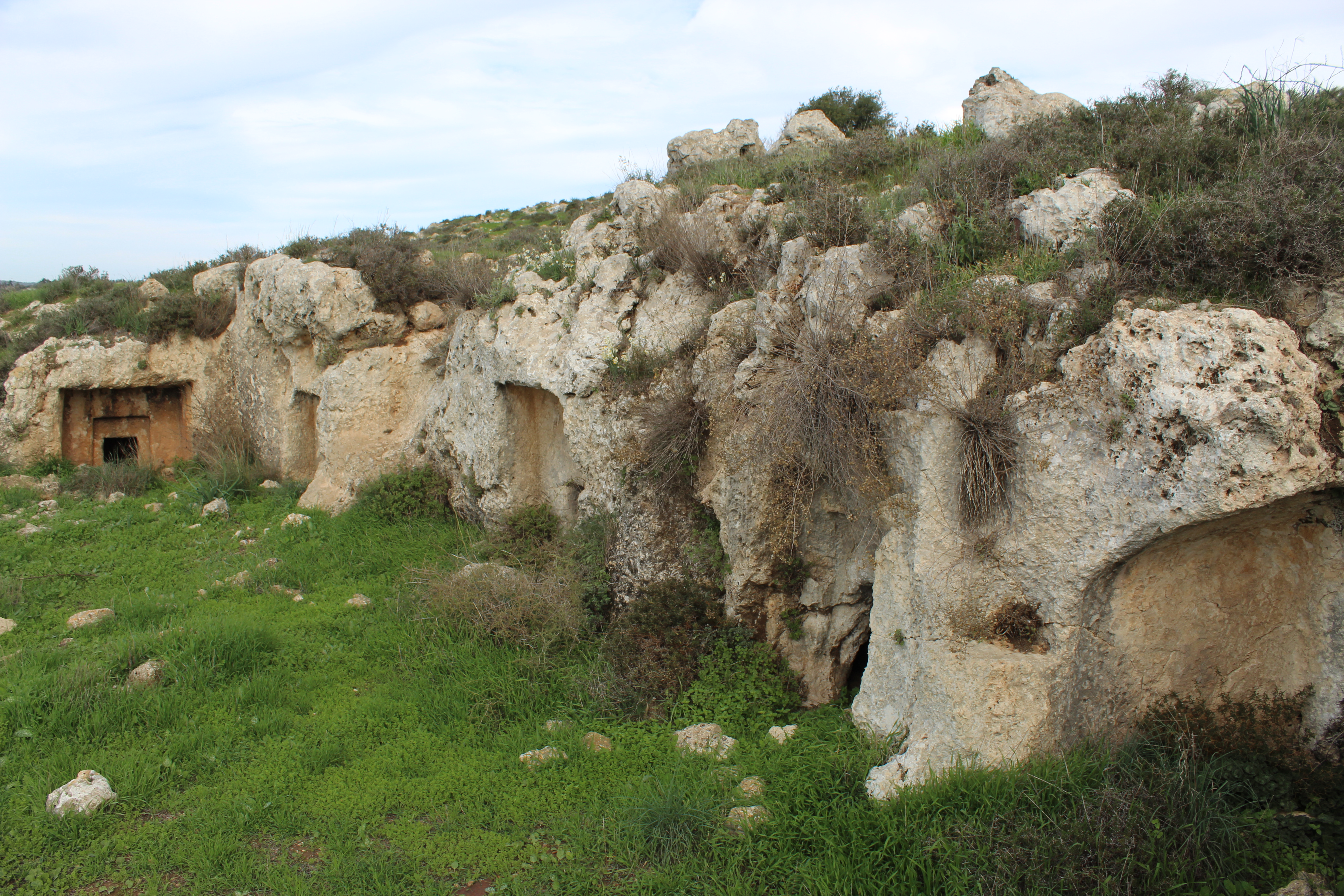
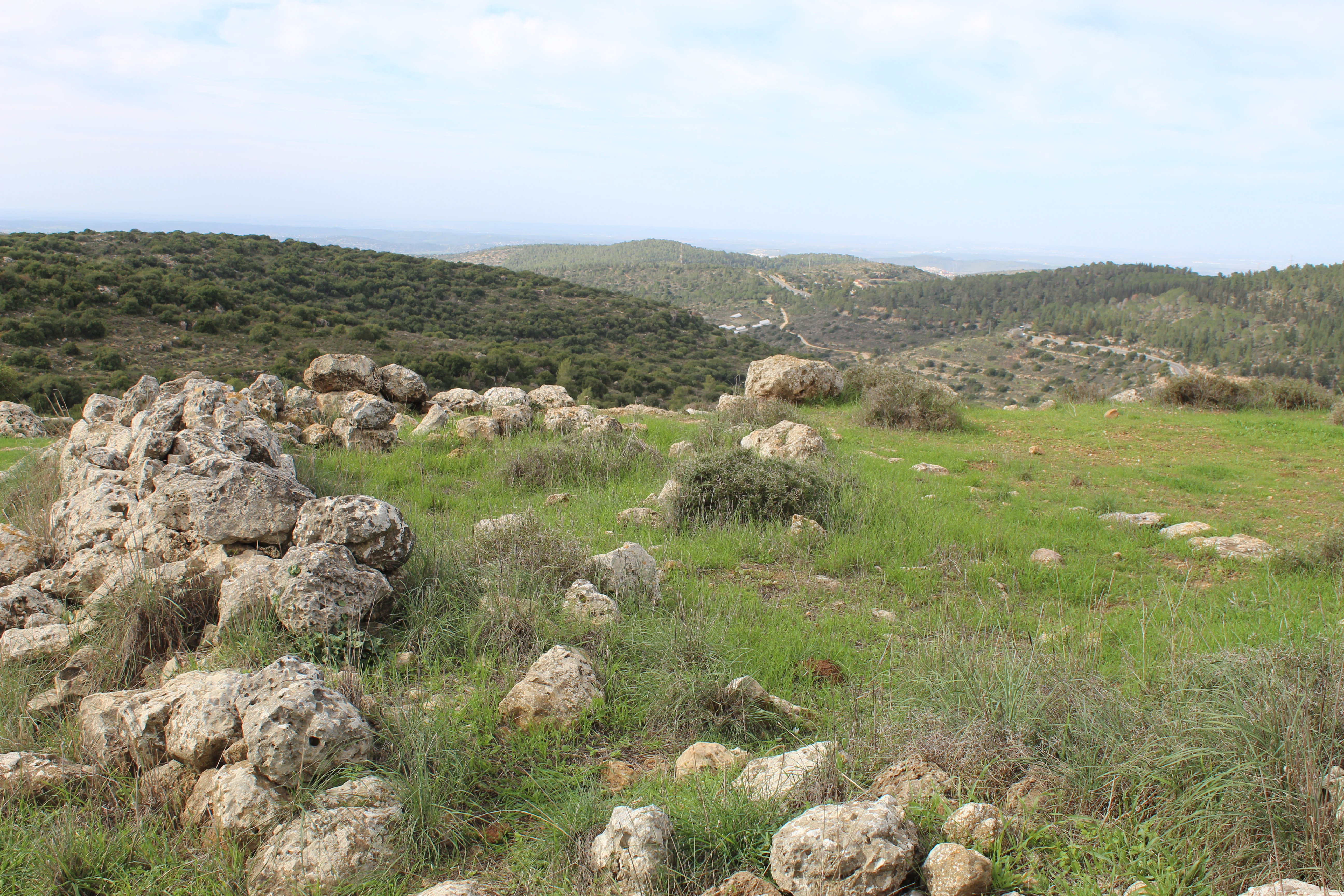
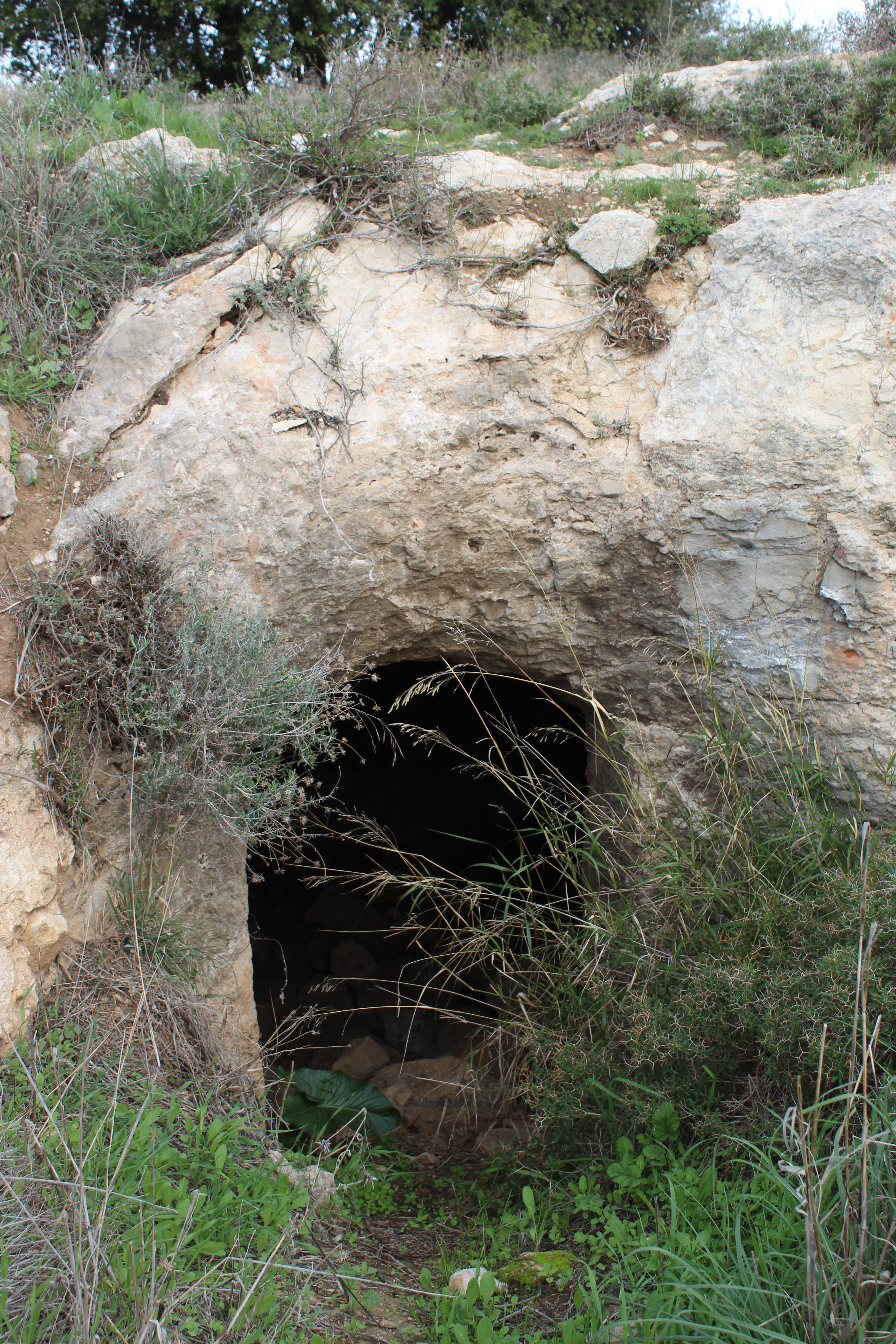
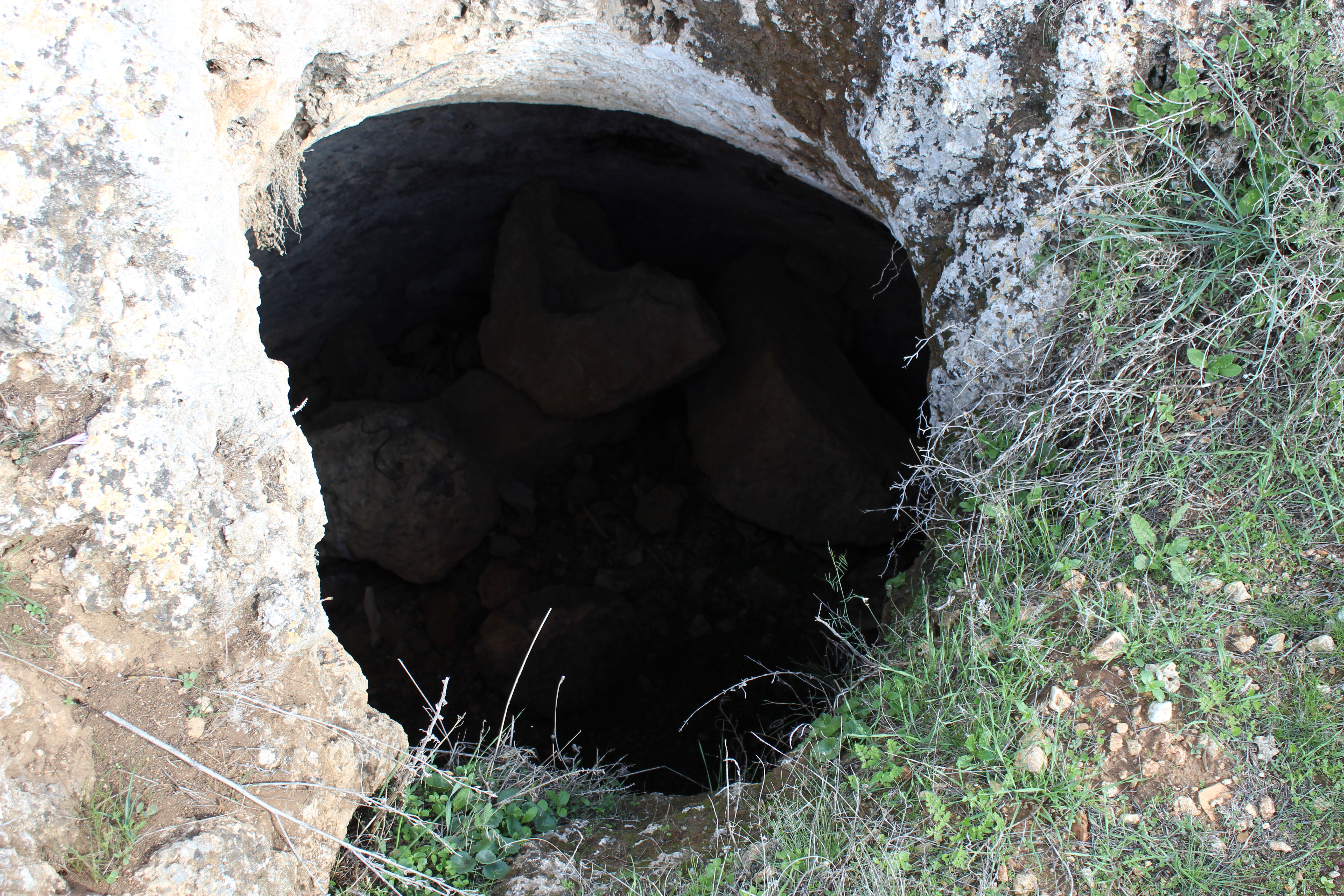
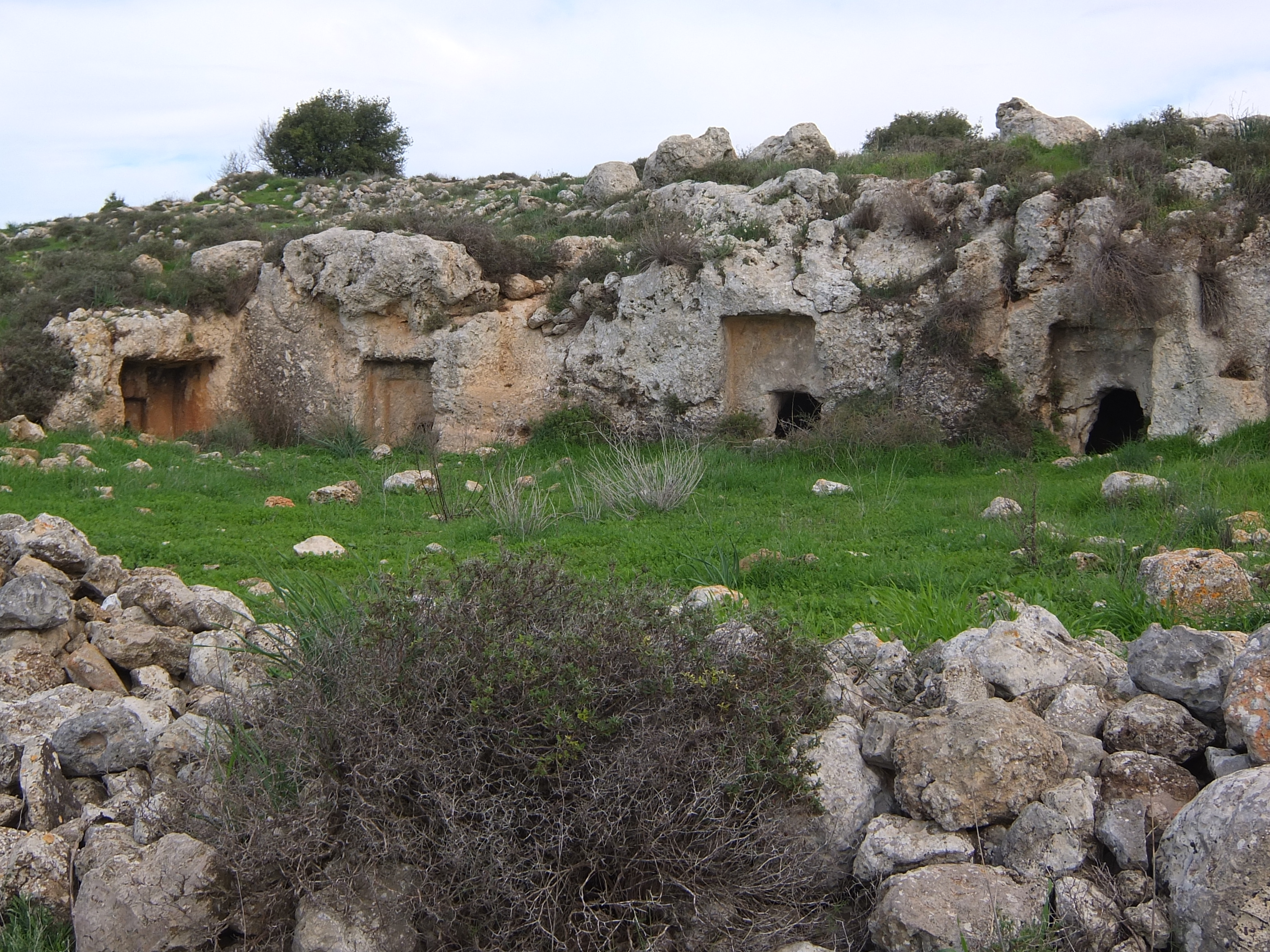
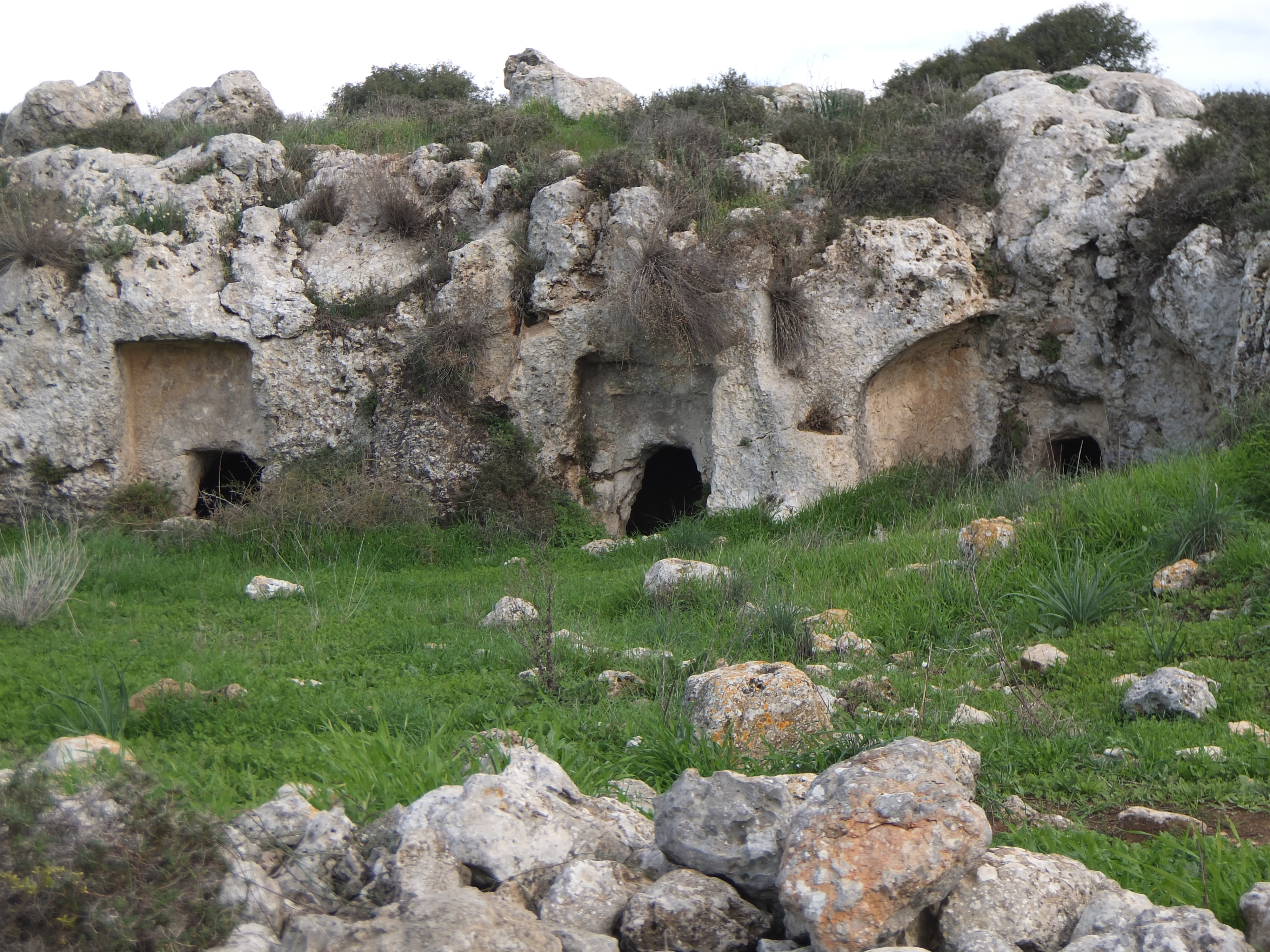
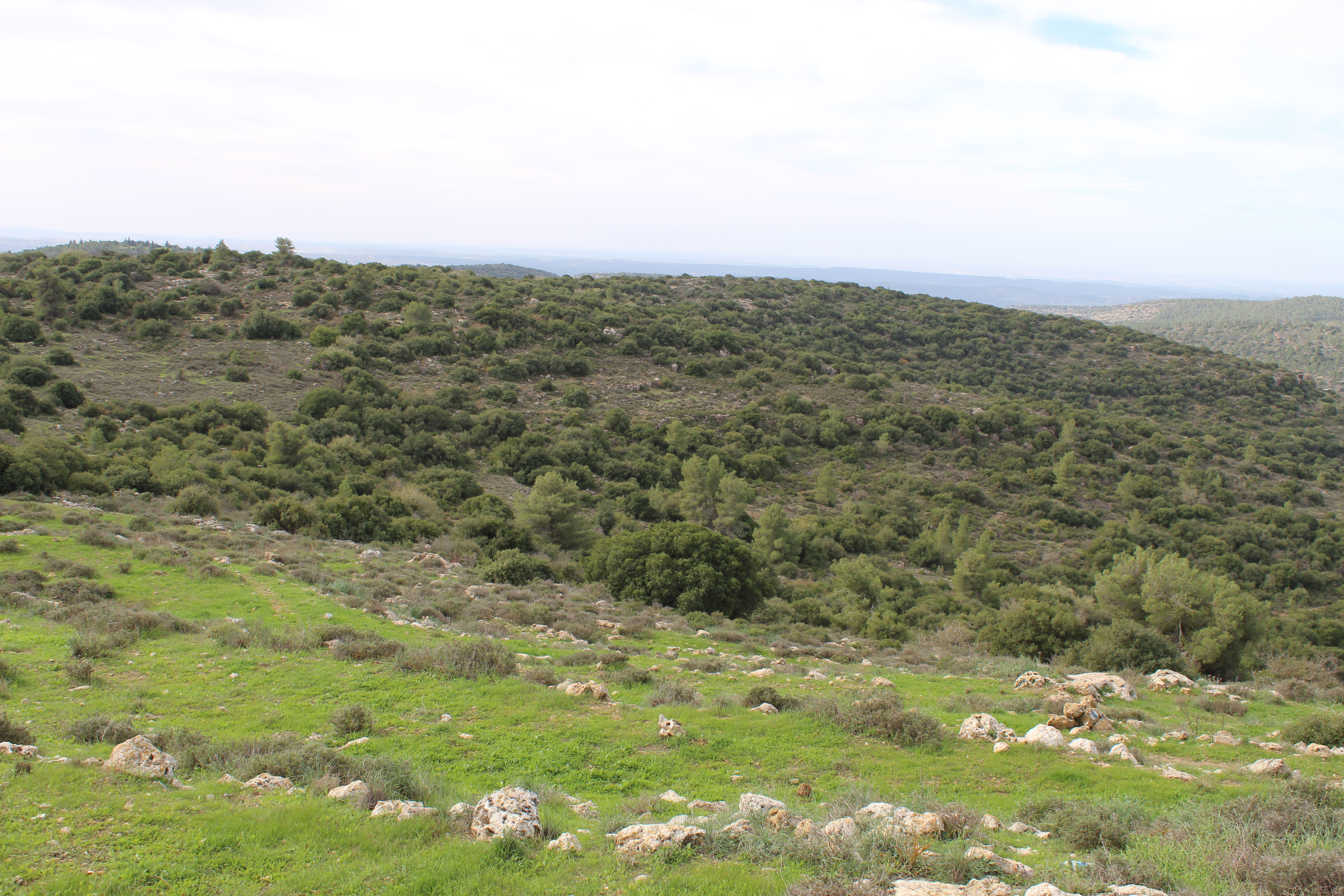

## روابط خارجية
- مسح لغرب فلسطين، خريطة 17: IAA، Wikimedia commons